# Miltonellidae
De Miltonellidae zijn een familie van uitgestorven kreeftachtigen uit de klasse van de Ostracoda (mosselkreeftjes).

## Geslacht
- Miltonella Sohn, 1950 †